# Cappoquin
Cappoquin (auch: Cappaquin, irisch Ceapach Choinn; deutsch: „Conns Ackerland“) ist ein Dorf im County Waterford im Süden der Republik Irland. Die Ortschaft hatte 2022 insgesamt 778 Einwohner.

## Lage
Cappoquin liegt etwa 55 Kilometer westsüdwestlich von Waterford und etwa 52 Kilometer ostnordöstlich von Cork am Munster Blackwater, in den hier der River Glenshelane mündet. Durch den Ort führt die N72 von Dungarvan nach Killarney. Von hier geht die R669 Richtung Clogheen ab.

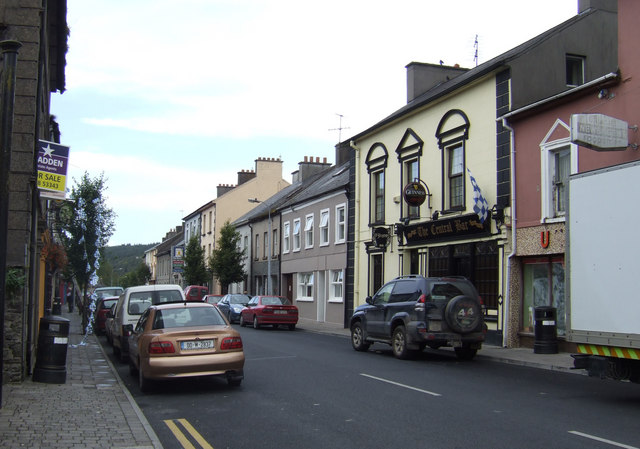
Main Street, Cappoquin

## Geschichte
Mesolithische Siedlungsreste fanden sich bei Grabungen in den 1980er Jahren. Nur noch aus schriftlichen Quellen ist eine mittelalterliche Burg Cappaquin Demesne nachgewiesen. Um 1775 wurde das Market House in Cappoquin gebaut. Cappoquin House (auch Belmont House) wurde um 1779 errichtet. 1832 wurde die Trappistenabtei Kloster Mount Melleray nördlich von Cappoquin gegründet.
Seit den 1970er Jahren wird im West Waterford Vineyard Wein angebaut und auch gekeltert.

## Partnerschaft
Mit der französischen Gemeinde Chanat-la-Mouteyre im Département Puy-de-Dôme (Auvergne-Rhône-Alpes) besteht eine Partnerschaft.

## Persönlichkeiten
- John Keane, 1. Baron Keane (1781–1844), irisch-britischer Offizier
- John Aloysius Coleman (1887–1947), Bischof von Armidale
- Joan Jameson (1892–1953), Malerin
- Michael Olden (1935–2021), Priester und Historiker, Präsident von Maynooth College (1977–1985)
- Thomas McCarthy (* 1954), Lyriker
- Jayson Molumby (* 1999), Fußballspieler

## Sehenswürdigkeiten

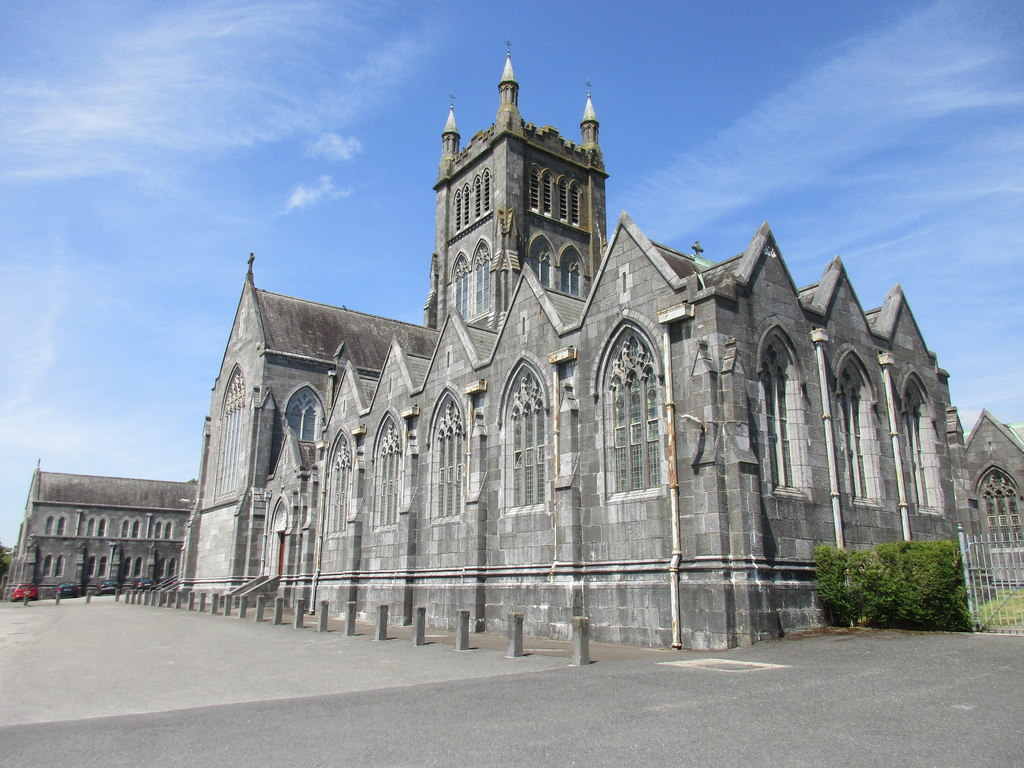
Kloster Mount Melleray
- Cappoquin House und Gärten
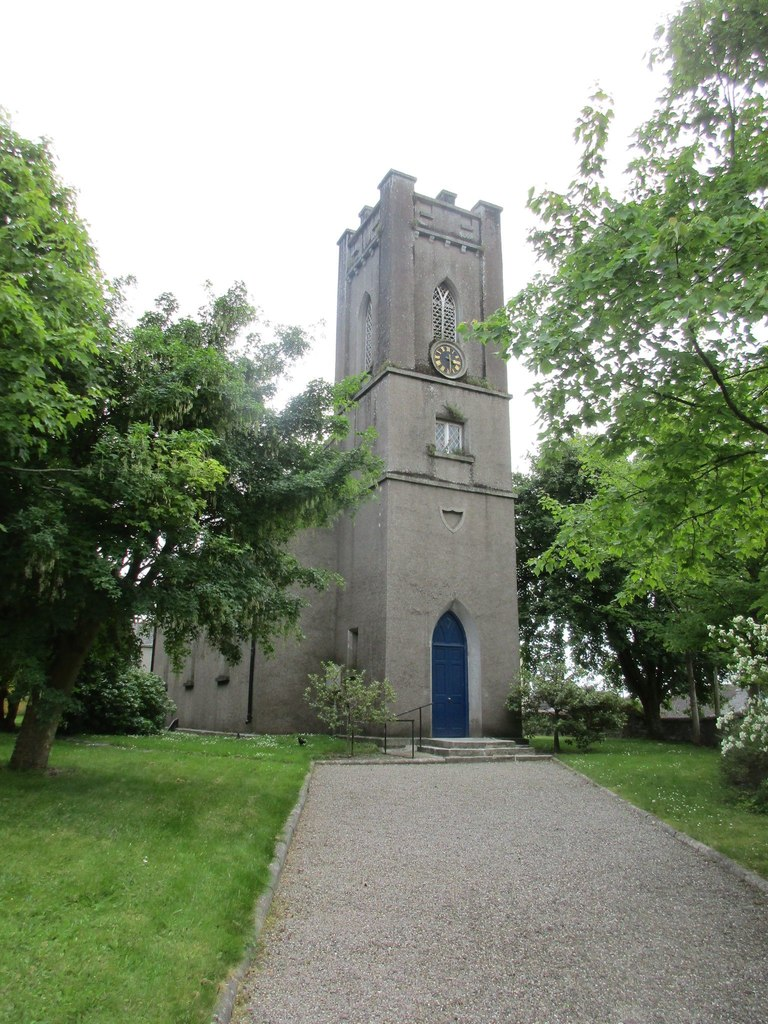
St. Anne’s Church
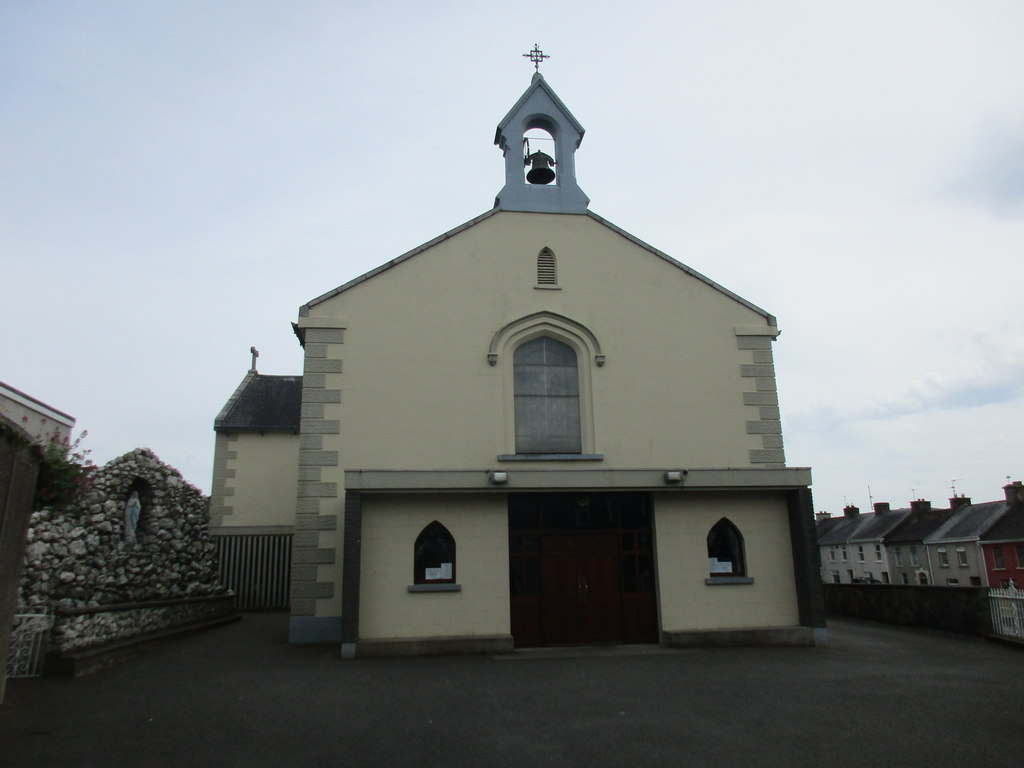
St. Mary’s Church

- Kloster Mount Melleray
- St. Anne’s Church
- St. Mary’s Church